# La buena vida (pel·lícula de 2008)
La buena vida és una pel·lícula xilena del 2008, dirigida per Andrés Wood. Guanyadora del Premi Goya a la millor pel·lícula estrangera de parla hispana Va obtenir una recaptació de 67.577,84€.

## Sinopsi
Teresa (Aline Küppenheim), Edmundo (Roberto Farias), Mario (Eduardo Paxeco) i Patricia (Paula Sotelo) són quatre habitants de la ciutat de Santiago de Xile, les vides de la qual s'entrecreuen en llocs públics però que difícilment arriben a veure's o a comunicar-se entre si.
Sumits en la voràgine urbana, cadascun d'ells persegueix una finalitat: Teresa, una psicòloga social que orienta a dones en situació de risc: Edmundo, un estilista que encara viu amb la seva mare i que anhela tenir un acte; Mario, un jove clarinetista arribat de Berlín que desitja entrar a la Filharmònica; i Patricia, qui només sobreviu a càrrec d'un bebè i que està molt malalta.
Quatre històries basades en fets reals, molt disímiles però que coincideixen en les peripècies i contradiccions de la vida en una urbs sud-americana.

## Repartiment
- Aline Küppenheim - Teresa
- Manuela Martelli - Paula
- Eduardo Paxeco - Mario
- Roberto Farías - Edmundo
- Manuela Oyarzún - Esmeralda
- Paula Sotelo - Patricia
- Néstor Corona - Gabriel
- Daniel Antivilo - Ramón
- Alfredo Castro - Jorge
- Bélgica Castro - Leonor
- Francisco Acuña - Lucas
- Jorge Alís - Raúl

## Premis
- XXIII Premis Goya (2008) - Millor pel·lícula estrangera de parla hispana
- Festival de Cinema Iberoamericà de Huelva (2008) - Colón d'Or[4][5]
- Festival Internacional Llatinoamericà de l'Havana - Esment especial (Andrés Wood)[6][7]
- Festival Iberoamericà de Cinema de Santa Cruz (2009)- Millor Pel·lícula (Andrés Wood)
- Festival de Cinema llatinoamericà de Biarritz (2008)- Millor actor i millor actriu (Roberto Farías);(Aline Küppenheim); (Manuela Martelli)[6]
- XV Mostra de Cinema Llatinoamericà de Catalunya (2009)- Millor director (Andrés Wood)[8]